# Capnea georgiana
Capnea georgiana (Carlgren, 1927) è una attinia di mare della famiglia Capneidae.

## Distribuzione e habitat
Questa specie è diffusa nelle acque dell'Antartide, a profondità comprese tra 200 e 2186 m.